# Stèle d'Ikhernofret
La stèle d'Ikhernofret est une importante stèle de l'Égypte antique, datant du Moyen Empire, conservée au Musée égyptien de Berlin. Elle se distingue par sa description en partie voilée de la façon dont les « Mystères d'Osiris », c'est-à-dire mystères religieux et festifs célébrant le dieu Osiris ont été exécutés à Abydos. La stèle mesure un mètre de haut et est en calcaire.
Osiris y est représenté debout sous un disque solaire ailé face au pharaon Sésostris III. Le texte est disposé sous Osiris en vingt-quatre lignes horizontales. En dessous du texte, Ikhernofret, un trésorier de la XIIe dynastie sous le pharaon Sésostris III, est représenté avec sa famille, à une table d'offrandes. Les rituels décrits célèbrent la royauté, la mort et la résurrection du dieu Osiris.
La stèle est érigée par Ikhernofret pour commémorer son office en décrivant les cérémonies qu'il organise ; selon la croyance de l'époque, il peut après la mort, par cette stèle, continuer à assister à ces cérémonies, et accéder à la béatitude.

## Description, contenu et rôle de la stèle
Cette stèle est façonnée et taillée dans le calcaire. Cintrée, elle mesure un mètre de haut.
Elle était à Abydos, à l'endroit où la tradition antique situait la sépulture d'Osiris.
La partie haute de la stèle représente le dieu Osiris avec ses attributs, debout, en dessous du disque solaire de Rê, pourvu d'ailes. Osiris est face au pharaon Sésostris III. C'est ce pharaon dont Ikhernofret est le trésorier, et pour qui il organise et dirige les festivités pour Osiris.
En dessous de cette représentation divine, le texte de la stèle est réparti sur vingt-quatre lignes horizontales.
Après le texte, en bas de la stèle, le trésorier est représenté à une table d'offrandes, en face des membres de sa famille,.
Le texte de cette stèle présente la biographie du trésorier Ikhernofret. Celui-ci est considéré comme un « enfant adoptif », « bien-aimé du roi », qui reçoit l'honneur d'être fait « compagnon du roi » à vingt-six ans.
Il est envoyé en mission comme personnalité de confiance à Abydos par le pharaon Sésostris III pour y organiser et préparer les Mystères d'Osiris, les célébrations en l'honneur du dieu Osiris, le « père des rois », « le plus important des Occidentaux ».
Les rituels décrits sur la stèle célèbrent la royauté, la mort et la résurrection du dieu Osiris.
La partie la plus notable du texte concerne ces célébrations, les mystères d'Osiris, qu'Ikhernofret a la charge de conduire :

« Je jouai la sortie de « l'Ouvreur-de-chemins », lorsqu'il s'avance pour venger son père ; je chassai les ennemis de la barque Néchémet, je repoussai les ennemis d'Osiris. Je jouai ensuite une grande sortie, accompagnant les pas du dieu ; je permis à sa barque de voguer, tandis que Thot dirigeait droitement la navigation. J'avais équipé d'une belle chapelle la barque [appelée] « Celle qui apparaît en gloire grâce à la Vérité-Justice », et, ayant fixé ses belles couronnes, voilà le dieu qui s'avance vers Peker, je nettoyai le chemin qui mène à son tombeau face à Peker. Je vengeai Ounennéfer (= Osiris), en ce fameux jour du Grand Combat, et je terrassai tous ses ennemis sur la rive de Nedyt. Je fis qu'il s'avance à l'intérieur de la barque (appelée) « la Grande » et que celle-ci portât sa beauté. Je réjouis le cœur des collines du désert occidental, je créai l'exultation dans ces collines, lorsqu'« elles » virent la beauté de la barque Néchémet, tandis que j'abordai à Abydos, (la barque) qui ramenait Osiris, seigneur de la ville, vers son palais. Je suivis le dieu dans sa maison, fis qu'il se purifie et qu'il rejoigne son trône… »

— Stèle d'Ikhernofret (extrait). Traduction de Claire Lalouette.
Jan Assmann note que cette stèle enregistre comment les festivités sont célébrées par Ikhernofret en quatre parties principales. La première partie est la procession d'Oupouaout, « l'ouvreur des voies », qui est ici une manifestation de l'Horus triomphant qui vient en aide à son père Osiris ; le rite impliquait des rituels d'excoriation concernant les ennemis d'Osiris. La deuxième partie est la grande procession : en sortant du temple d'Osiris, c'est une reconstitution du cortège funèbre d'Osiris dans la barque Néchémet. La troisième partie est le festival Haker, ou « nuit de la bataille d'Horus », avec la représentation de la bataille entre Horus et Seth. La quatrième et dernière partie est la procession au temple d'Osiris : Osiris retourne au temple, symbolisant la résurrection et le triomphe de le vie sur de la mort.
Les festivités qu'organise ainsi Ikhernofret sont donc une suite de processions, rappelant chacune un épisode du mythe d'Osiris. En tant que personnage important participant à ces célébration, Ikhernofret peut faire ériger une stèle en témoignage de sa participation. C'est de cette stèle qu'il s'agit ici.
Ikhernofret est toutefois tenu de conserver le secret d'au moins une partie des rites. Plusieurs procédés sont mis en œuvre pour garantir la plus grande discrétion possible aux « Mystères d'Abydos ». Sur cette stèle, Ikhernofret cite volontairement dans le désordre les rites et les processions pour qu'ils soient moins compréhensibles. Ces rituels sont, de plus, décrits a minima à l'aide de phrases stéréotypées qui ne dévoilent en rien les détails.
Selon les croyances égyptiennes de l'époque, cette stèle sera utile à Ikhernofret après sa mort. En effet, comme il a participé aux cérémonies pendant sa vie, il pourra une fois mort y assister encore par l'intermédiaire de sa stèle, et pourra accéder à la béatitude et à la sérénité des Akhou.

## Texte de la stèle
D'après les restitution du texte de Kurt Sethe et de Günther Roëder.
Le cintre et les bordures de la stèle ne sont pas reproduits ici.
Le texte original de la stèle se lit de droite à gauche, il est ici retourné. Les parties entre croisillons # sont abimées sur la stèle mais sont déduites par le contexte.
- À la ligne 7, seuls les hiéroglyphes S29 et U23 sont abimés sur la stèle et non D21.
- À la ligne 21, seul le hiéroglyphe O34 est abimé sur la stèle et non S24.
- Pour le hiéroglyphe O53, voir sur projetrosette.info O53.
- Pour le hiéroglyphe U19A voir sur projetrosette.info U19A.
- Pour le hiéroglyphe P34, voir sur  projetrosette.info P34.
- Pour le hiéroglyphe A48B, voir sur projetrosette.info A48B.
- Pour le hiéroglyphe A48A, voir sur projetrosette.info A48A.
- Pour le hiéroglyphe Aa11V, voir sur projetrosette.info Aa11V.

|  |

|             |               |    |
| \| \| \| \| |               |    |
|             |               |    |
| ra          | N28 · kA · kA | kA |

| ra | N28 · kA · kA | kA |

|             |   |               |
| \| \| \| \| |   |               |
|             |   |               |
| wsr         | s | r · t · z · n |

| wsr | s | r · t · z · n |

|  |

|             |               |    |
| \| \| \| \| |               |    |
|             |               |    |
| ra          | N28 · kA · kA | kA |

| ra | N28 · kA · kA | kA |

|             |   |               |
| \| \| \| \| |   |               |
|             |   |               |
| wsr         | s | r · t · z · n |

| wsr | s | r · t · z · n |

| 2 | \| \| | sw | t · n | wD | w | n · r · p · a | HAt · a | HASH | bit | t · sDAw | s | Ab | wa · t · Z1 | O53 | nbw · N33A | O53 | S14 | F20 · S19 | ii | Xr · r | nfr | t | Sps | nb · F39&Z1 |
|   |       |    |       |    |   |               |         |      |     |          |   |    |             |     |            |     |     |           |    |        |     |   |     |             |

|  |

| 3 | \| \| | i | w | wD | w | n · Hm · A40 | di | t · xnt | t · P1 | k · r | R17 | Ab | Dw · niwt | r · ir · t | mn · W24 · W24 · W24 | n&t&f | st | ir · xnt | imnt | tyw | A40 | r | s | mn · n | x · U22 | b | K5 · w · f |
|   |       |   |   |    |   |              |    |         |        |       |     |    |           |            |                      |       |    |          |      |     |     |   |   |        |         |   |            |

|  |

| 4 | \| \| | S · t · U30 | m | wAs | m | nbw · N33A | di | n · f | ini · t | Hm | A40 | m | xnt · t | N18 · Aa32 · t · N25 | m | n · xt · x · t | A24 | m | mA · Aa11 | xrw | i | s | T · ir · r | k | M22 | M22 | m |
|   |       |             |   |     |   |            |    |       |         |    |     |   |         |                      |   |                |     |   |           |     |   |   |            |   |     |     |   |

|  |

| 5 | \| \| | V6 | Z1 | Aa11 · t · Z1 · n | ir · t · x · t | m | s | # | Htp · t · p | t · f | # | st | ir · A40 | Dr · r | n · t · t · h | A | b | D54 · T | w | Hm | A40 | ib | A40 | n · xt · x · t | m | ir · k | x · t · nb |
|   |       |    |    |                   |                |   |   |   |             |       |   |    |          |        |               |   |   |         |   |    |     |    |     |                |   |        |            |

|  |

| 6 | \| \| | r · V23 | F34 · n | Hm | A40 | Dr · r | n&t&t | ini | n · k | i | s | p | w | m | dwA · t · Y1 | Hm | A40 | i | w | xpr · r | n · k | i | s | m | s | D&t | A17 | Hm | A40 |
|   |       |         |         |    |     |        |       |     |       |   |   |   |   |   |              |    |     |   |   |         |       |   |   |   |   |     |     |    |     |

|  |

| 7 | \| \| | dwA · t · Y1 | wa · a | Z1 · n | O12 | A40 | i | w | di | n · T | w | Hm | A40 | # | r · s · Ab | # | A1 | i | w | k | m | H | M42 | A17 · n | rnp | t · 10 · 10 | Z2 · Z2 | ir · n | Hm | U19A | nw | w |
|   |       |              |        |        |     |     |   |   |    |       |   |    |     |   |            |   |    |   |   |   |   |   |     |         |     |             |         |        |    |      |    |   |

|  |

| 8 | \| \| | U2 · ir | A | n · A40 | T | w | m | i | q · r · Y1 | s | x · r · Y1 | s | p · d | M44 | ns · pr | r · D54 | m | X · t · Z1 | s | # | sA | # | A | # | ti | # | i | w | i | s | h | A | b | D54 · T | w |
|   |       |         |   |         |   |   |   |   |            |   |            |   |       |     |         |         |   |            |   |   |    |   |   |   |    |   |   |   |   |   |   |   |   |         |   |

|  |

| 9 | \| \| | Hm | A40 | r · ir · t | M22 | M22 | siA · n | A2 | Hm | A40 | wn&n&t | D35 · n | ir&t&f | s | t · nb | Hr · x | x · x · k | i | O35 · r | k · D54 | w | ir&n&k | mi | wD | t · n | nb · t | Hm | A40 |
|   |       |    |     |            |     |     |         |    |    |     |        |         |        |   |        |        |           |   |         |         |   |        |    |    |       |        |    |     |

|  |

| 1O | \| \| | ir · r | k | mi | wD | t · n | nb · t | Hm | Z1 · f | m | s | mn · n | x · U22 | wD | t · n | nb | A40 | n&t&f | st | ir · xnt | imnt | tyw | A40 | nb | Ab | Dw · niwt | xrp | O29V | Hr · ib | R17 | niwt |
|    |       |        |   |    |    |       |        |    |        |   |   |        |         |    |       |    |     |       |    |          |      |     |     |    |    |           |     |      |         |     |      |

|  |

| 11 | \| \| | i | w | ir · n | A1 | G39 | Z1 | U7 · f | n | st | ir · xnt | imnt | tyw | A40 | s | mn · n | x · U22 | n&A1 | P34 | wr | n&nH | H | H | H | n · a | D&t&N17 | ir · n | A1 | n · f |
|    |       |   |   |        |    |     |    |        |   |    |          |      |     |     |   |        |         |      |     |    |      |   |   |   |       |         |        |    |       |

|  |

| 12 | \| \| | q · n | i | w | O21 | w | T · z | U39 | nfr | nfr | nfr | xnt · t | imnt | tyw | A40 | m | nbw · N33A | S14 | x · z | b | d · N33A | U32 | N34 · Z2 | s | s | n · M29 | xt · mr | w | xt | ms | R8A |
|    |       |       |   |   |     |   |       |     |     |     |     |         |      |     |     |   |            |     |       |   |          |     |          |   |   |         |         |   |    |    |     |

|  |

| 13 | \| \| | Z11 | w | x · t · f | ir · k | A | r · O21 | Z3 | s | n | m | mA | w&t | D37 · n | A1 | hatching | wn · t · sbA | nTr | O7 | A1 | Z3 | r · ir · t | A48B | t · Z2 | s | n | di | r · x | s | n |
|    |       |     |   |           |        |   |         |    |   |   |   |    |     |         |    |          |              |     |    |    |    |            |      |        |   |   |    |       |   |   |

|  |

| 14 | \| \| | n · t · a | n · t | ra · Z1 · nb | H | b | W4 · Z2 | tp · p | M5 | ra · Z2 | i | w | xrp | n&A1 | kA · t | A9 | m | n · S | m | P3 | i | w | ms | n&A1 | s | n · T | i | i | O21 |
|    |       |           |       |              |   |   |         |        |    |         |   |   |     |      |        |    |   |       |   |    |   |   |    |      |   |       |   |   |     |

|  |

| 15 | \| \| | i | w | s | X · k | Xkr | n&A1 | S · n | b | t · nb | Ab | Dw · niwt | A40 | m | x · z | b | d · N33A | H | n · a | m | f · kA · t · N33A | wAs | m | nbw · N33A | aA · t · t · O39 · Z2 | nb · t | m |
|    |       |   |   |   |       |     |      |       |   |        |    |           |     |   |       |   |          |   |       |   |                   |     |   |            |                       |        |   |

|  |

| 16 | \| \| | X · k · r | w | Xkr · Z2 | nw | H | a · F51A · Z2 | nTr | A40 | T25 | n&A1 | nTr | A40 | m | xa · a | w | Y1 · Z2 · f | m | O44 | t · Z1 | A1 | n · t | Hr · r | z · S · tA | A48A | t · A1 | n · t | Aa25 | A1 |
|    |       |           |   |          |    |   |               |     |     |     |      |     |     |   |        |   |             |   |     |        |    |       |        |            |      |        |       |      |    |

|  |

| 17 | \| \| | nw · k | A1 | wab | D41 · Z1 | m | s | X · k | r · Xkr | nTr | A40 | s | m | A1 | t · wr | D50 | D50 | D50 | i | w | ir · n | A1 | pr&r&t | wp · N31 · t · Z2 | # | E18 | # | w | DA | D54 · f | r · n | nD | t · f |
|    |       |        |    |     |          |   |   |       |         |     |     |   |   |    |        |     |     |     |   |   |        |    |        |                   |   |     |   |   |    |         |       |    |       |

|  |

| 18 | \| \| | U35 | n&A1 | # | T14 | # | A14 · Z2 | Hr | n · S | m | t · P1 | s | x · r | A15 · n | A1 | x · t · f | A14 · Z2 | st | ir | A40 | i | w | ir · n | A1 | pr&r&t | aA · t | Sms | A1 | nTr | r · D54 · Z2 · f |
|    |       |     |      |   |     |   |          |    |       |   |        |   |       |         |    |           |          |    |    |     |   |   |        |    |        |        |     |    |     |                  |

|  |

| 19 | \| \| | D37 · n | A1 | s | qd | P1 | nTr | d · p · t | P3 | G26 | Hr · Z1 | U5 · D36 | # | s | qd | d · N33 | # | w&t | P1 · Z2 | a · p | r · apr | n&A1 | P3 | m | N28 | Aa11V | t | H6 | nb | Ab | Dw · niwt | A40 | m | s | n · t · i · i | O21 |
|    |       |         |    |   |    |    |     |           |    |     |         |          |   |   |    |         |   |     |         |       |         |      |    |   |     |       |   |    |    |    |           |     |   |   |               |     |

|  |

| 20 | \| \| | s | mn · n · Y1 | xa · a | w | Y1 · Z2 · f | nfr | w | w | DA | A | f · r | S42 · N23 | p · q · r | niwt | i | w | D45 · n | A1 | N31 · t · Z2 | nTr | A40 | r | m | aHa | t · pr · f | xnt · t · t | p · q · r · niwt |
|    |       |   |             |        |   |             |     |   |   |    |   |       |           |           |      |   |   |         |    |              |     |     |   |   |     |            |             |                  |

|  |

| 21 | \| \| | i | w | nD | n&A1 | wn · n · n | nfr | A40 | ra · p · f | n · D34 | O29V | s | x · r | A15 · n | A1 | x · t · f | A14 · f | Z3 | nb · Hr | # | S24 · z | # | w | N23 · Z1 | # | n · n · d | i | i | t · niwt | D37 · n | A1 | w | DA | D54 · f |
|    |       |   |   |    |      |            |     |     |            |         |      |   |       |         |    |           |         |    |         |   |         |   |   |          |   |           |   |   |          |         |    |   |    |         |

|  |

| 22 | \| \| | r · F26 | nw | wr · t | P3 | w | T · z | U39 | n · s | nfr | Z2 · f | s | Aw | A1 | ib | z · t · N25 | Z3 | iAb | t · t | # | q · mA | T14 | # | A1 | H | a · a | t | # | w | A28 | Z3 | m | z · t · N25 | Z3 | imnt | t · t |
|    |       |         |    |        |    |   |       |     |       |     |        |   |    |    |    |             |    |     |       |   |        |     |   |    |   |       |   |   |   |     |    |   |             |    |      |       |

|  |

| 23 | \| \| | U2 · ir | A | A | s | n | nfr | nfr | nfr | n · S | m | t · P3 | F36 | n · s | tA · r | Ab | Dw · niwt | ini | n · n | s | st · ir | xnt | imnt | tyw | A40 | nb | Ab | Dw · niwt | A40 | n · aH | f | Sms | n&A1 | nTr | r · pr · f |
|    |       |         |   |   |   |   |     |     |     |       |   |        |     |       |        |    |           |     |       |   |         |     |      |     |     |    |    |           |     |        |   |     |      |     |            |

|  |

| 24 | \| \| | ir | F17 | f | sw | w | s | x · Aa12 | st | t · pr · f | P4 · a | A1 | S24 · z · t | # | V1 | # | m | F26 · n | pr | hatching | # | A40 | # | hatching | A40 | Z2 · f | m | Sn · n | nw | w&t | A40 | Z2 · f |
|    |       |    |     |   |    |   |   |          |    |            |        |    |             |   |    |   |   |         |    |          |   |     |   |          |     |        |   |        |    |     |     |        |

|  |